# À la vitesse d'un cheval au galop (film, 1992)
Pour les articles homonymes, voir À la vitesse d'un cheval au galop (homonymie).
Pour plus de détails, voir Fiche technique et Distribution.
À la vitesse d'un cheval au galop est un film français réalisé par Fabien Onteniente, sorti en 1992.

## Synopsis
Le film raconte l'histoire d'un groupe de retraités prêts à tout pour visiter le Mont-Saint-Michel.

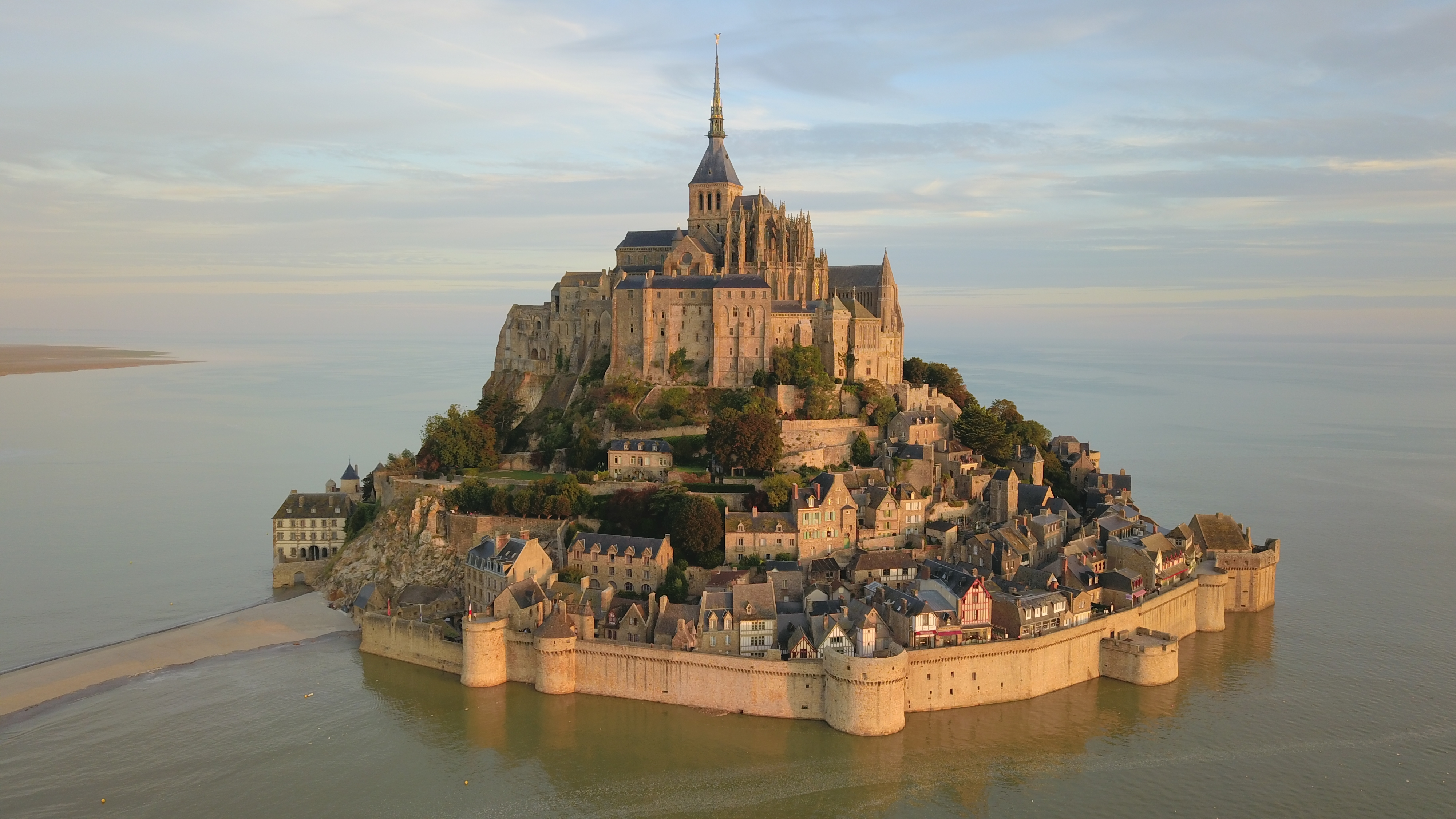

## Fiche technique
- Titre : À la vitesse d'un cheval au galop
- Réalisation : Fabien Onteniente
- Scénario : Olivier Doran, Thomas Gilou et Fabien Onteniente
- Production : Jean-Marc Longval et Smaïn
- Musique : Luc Le Masne et José Padilla
- Photographie : Dominique Gentil
- Montage : Marie Robert
- Décors : Sylvie Olivé
- Costumes : Maguelonne Couzinie
- Pays d'origine :  France
- Format : couleurs - 1,66:1 - Dolby - 35 mm
- Genre : comédie
- Durée : 85 minutes
- Date de sortie : 15 janvier 1992 (France)

## Distribution
- Yves Afonso : Ulysse
- Alain Beigel : Georges
- Neige Bielski : Titine
- Marguerite Dussauchoy : Marthe Lesueur
- Renée Faure : Odette Courcel
- Paulette Frantz : Maman
- Irène Hilda : Lucette Casanova
- Éléonore Hirt : la duchesse
- André Julien : le vorace
- Elia Lando : Giulietta Picelli
- Philippe Lehembre : Guy Breteuil
- Madeleine Marie : Marie Cadeau
- Nounours : Nounours
- Nanou Garcia : la mariée
- Renée Samuel : Mme Demange
- Pierre Cosso : l'handicapé
- Jean-Marc Longval : un gendarme
- Thomas Gilou : Mickey
- Olivia Brunaux : Adélaïde
- Renée Dennsy

## Autour du film
- À noter, l'apparition de Patrick Timsit en trouble-fête.
- Les scénaristes Olivier Doran et Thomas Gilou apparaissent également et respectivement dans les rôles du marié et de Mickey.
- Le bébé qu'on peut voir durant le film est le fils du cinéaste, Enzo Onteniente.